# Aleksandr Litvinenko
Aleksandr Vàlterovitx Litvinenko (en rus, Александр Вальтерович Литвиненко; 4 de desembre de 1962 – 23 de novembre de 2006) va ser un espia rus, coronel de la KGB i tinent-coronel de la FSB que, després d'haver criticat els seus superiors va haver d'abandonar Rússia i es va establir al Regne Unit el 2000. Llavors va publicar dos llibres criticant durament el govern de Vladímir Putin. Va néixer a Rússia i des de l'octubre de 2006 era ciutadà britànic. Les fotografies des del seu llit de mort, i la seva mort en un hospital de Londres el 23 de novembre de 2006 a les 21:21 h, probablement a causa d'un enverinament amb poloni-210, radioactiu, van atraure l'atenció internacional. La seva mort s'esdevingué unes setmanes després de l'assassinat a Moscou d'Anna Politkóvskaia, una altra periodista crítica amb el govern de Vladímir Putin.

## Declaració pòstuma
Litvinenko dictava una declaració al seu amic, Alex Goldfarb, el 21 de novembre, dos dies abans de la seva mort. La declaració s'anunciava originalment en rus i es traduïa a anglès dos dies més tard.

Vull donar les gràcies a moltes persones. Als meus doctors, infermeres i el planter de l'Hospital que va fer tot el possible per mi; a la policia britànica que està investigant el meu cas amb vigor i professionalisme i vetlla per mi i la meva família.
Vull agrair el govern britànic per cuidar-me. Estic orgullós en cas de ser un ciutadà britànic.
Vull agrair el públic britànic pels seus missatges de suport i l'interès que ha mostrat cap a la meva situació.
Agraeixo a la meva esposa Marina, que s'ha quedat amb mi. El meu amor per a ella i el nostre fill no coneix límits.
Tanmateix, sent aquí puc sentir l'aleteig de les ales de l'àngel de la Mort.
Podria escapar-me d'ell, però les meves cames no corren tan ràpid com m'agradaria.
Per tant, penso que potser és el moment de dir unes coses a la persona que és responsable de la meva actual situació.
Podrà aconseguir silenciar-me, però tot silenci té el seu preu. Ha mostrat vostè ser tan bàrbar i despietat com afirmen els seus crítics més durs.
Ha mostrat vostè no tenir respecte per la vida, la llibertat o cap valor de la civilització.
Ha mostrat vostè ser indigne del seu ofici, ser indigne de la confiança d'homes i dones civilitzats.
Podrà aconseguir silenciar un home però l'udol de protesta, Sr. Putin, retrunyirà en les seves oïdes per la resta de la seva vida.
Que Déu s'apiadi de vostè pel que ha fet, no només a mi sinó l'estimada Rússia i el seu poble.

## Llibres publicats
- Blowing up Russia: Terror from within∖
- Lubyanka Criminal Group